# Välsignat vare Jesu namn
Välsignat vare Jesu namn är en psalm i fem verser med svenskt ursprung, möjligen Laurentius Petri d.ä. från 1567. Högmarck (1736) menar bestämt att det inte är en text av tyskt ursprung, utan menar att texten är av den danske kyrkoherden Hans Thomæus' text "Den kristne kirkes skønne navn" från 1560. Texten bearbetades av Johan Åström 1814 och senare också bearbetades ytterligare av Johan Olof Wallin 1816. Psalmen togs inte med i Den svenska psalmboken 1986.
Psalmen inleds 1695 med orden:
Wälsignat ware Jesu Namn
Och prisat utan ända
Melodin är från 1569 enligt 1939 års koralbok.  Hos Sibelius-Akademin återfinns noterna enligt 1695 års melodi, där framgår att förebilden är: 1539 Ter eeren van eenen jonghellingen, Cock 1539, Souterliedekens, 1540: This goet te beliden.
|  |
|  |

## Publicerad i
- 1572 års psalmbok med titeln WElsignat wari Jesu Nampn.[2]
- Göteborgspsalmboken under rubriken "Om Tröst i Bedröfwelse".[3]
- 1695 års psalmbok som nr 140 under rubriken "Om Jesu Namn och Välgierningar".
- 1819 års psalmbok som nr 64 under rubriken "Jesu kärleksfulla uppenbarelse i mänskligheten: Jesu namn".
- 1937 års psalmbok som nr 64 under rubriken "Nyårsdagen".
- Finlandssvenska psalmboken 1986 som nr 38 under rubriken "Nyår".